# USS 울버린 (IX-64)

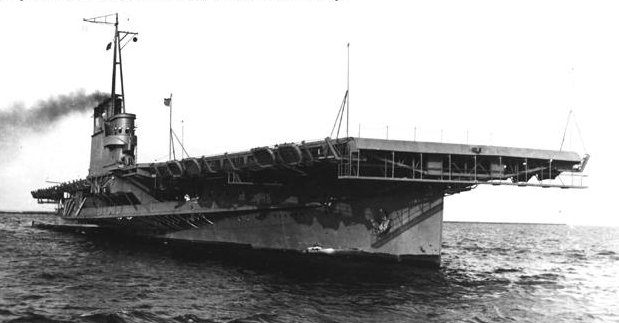
1942년 8월 22일 시카고 항구의 USS 울버린.

USS 울버린 (IX-64)는 제2차 세계 대전 당시 미국 해군이 사용한 훈련선이었다. 원래 씨앤비(Seeandbee)로 명명되었으며 클리블랜드(Cleveland) 및 버펄로 트랜싯 컴퍼니(Buffalo Transit Company)의 그레이트레이크스(Great Lakes) 고급 측륜 증기선 유람선으로 건조되었다. 씨앤비는 1912년 11월 9일에 진수되었으며 일반적으로 오하이오주 클리블랜드에서 뉴욕주 버팔로까지 운항하며 다른 항구로 가는 특별 크루즈를 운행했다. 1939년 원래 소유주가 파산한 후 씨앤비는 시카고에 본사를 둔 C&B 트랜싯 컴퍼니에 인수되어 1941년까지 계속 운영되었다.
씨앤비는 1942년 미국 해군에 인수되었으며 항공모함 이착륙에 대한 해군 비행사의 고급 훈련을 위한 담수 항공모함으로 빠르게 전환되었다. USS 울버린으로 이름이 변경된 이 배는 갑옷, 격납고 갑판, 엘리베이터 또는 무기를 갖추고 있지 않았다. 진정한 플랫톱인 울버린은 당시의 많은 전투 항공모함보다 길이가 더 짧았고 비행갑판이 물에 더 가깝다. 전투에는 적합하지 않았지만 조종사 훈련 임무에서는 매우 기능적이었다.
USS 울버린에 첫 항공기 착륙은 1942년 9월에 이루어졌다. 1943년부터 1945년 전쟁이 끝날 때까지 USS 울버린(USS Wolverine)은 자매함인 USS 세이블(USS Sable)과 함께 최소한의 인력으로 17,000명의 조종사, 착륙 신호 장교 및 기타 해군 인력을 훈련하는 데 사용되었다. 제2차 세계 대전이 끝난 후 해군은 1945년 11월 7일 울버린을 퇴역시켰고 1947년 12월 폐기용으로 매각되었다.